# Медовик (торт)
Медовик (укр. медовик 'мед') Медовик — це багатошаровий торт, популярний у країнах колишнього Радянського Союзу . Його особливими інгредієнтами є мед та сметана (або згущене молоко ). 
Цей десерт, що вирізняється тривалим процесом приготування, складається з шарів бісквіта з кремовою начинкою та зазвичай посипається горіхами або крихтами з обрізків тіста. Хоча тонкі коржі швидко тверднуть після випікання, з часом вони знову стають м’якими завдяки волозі крему. Існує безліч рецептів і варіацій цього торта, але незмінним основним інгредієнтом залишається мед, який надає йому впізнаваного смаку та аромату.

## Легенда про походження
Згідно з російською традицією, цей торт був створений у 19 столітті в Російській імперії молодим кухарем, який прагнув вразити імператрицю Єлизавету Олексіївну, дружину Олександра I.  Імператриця Єлизавета терпіти не могла меду та будь-яких страв, приготованих з нього. Одного разу молодий кондитер на імператорській кухні, не підозрюючи про неприязнь імператриці, спік новий торт з медом та густою сметаною. Не знаючи про вміст меду, імператриця Єлизавета одразу закохалася в нього.  Незважаючи на цю легенду, медовик не згадується в жодній з російських кулінарних книг 19 століття. Перший рецепт медовика знайдено в книзі «Українські страви» 1957  та 1960 років, виданій українською мовою в Києві.  Медовик здобув свою величезну популярність за радянських часів.   Сьогодні існує безліч варіацій медовика: зі згущеним молоком, вершковим кремом або заварним кремом .

## Схожі рецепти

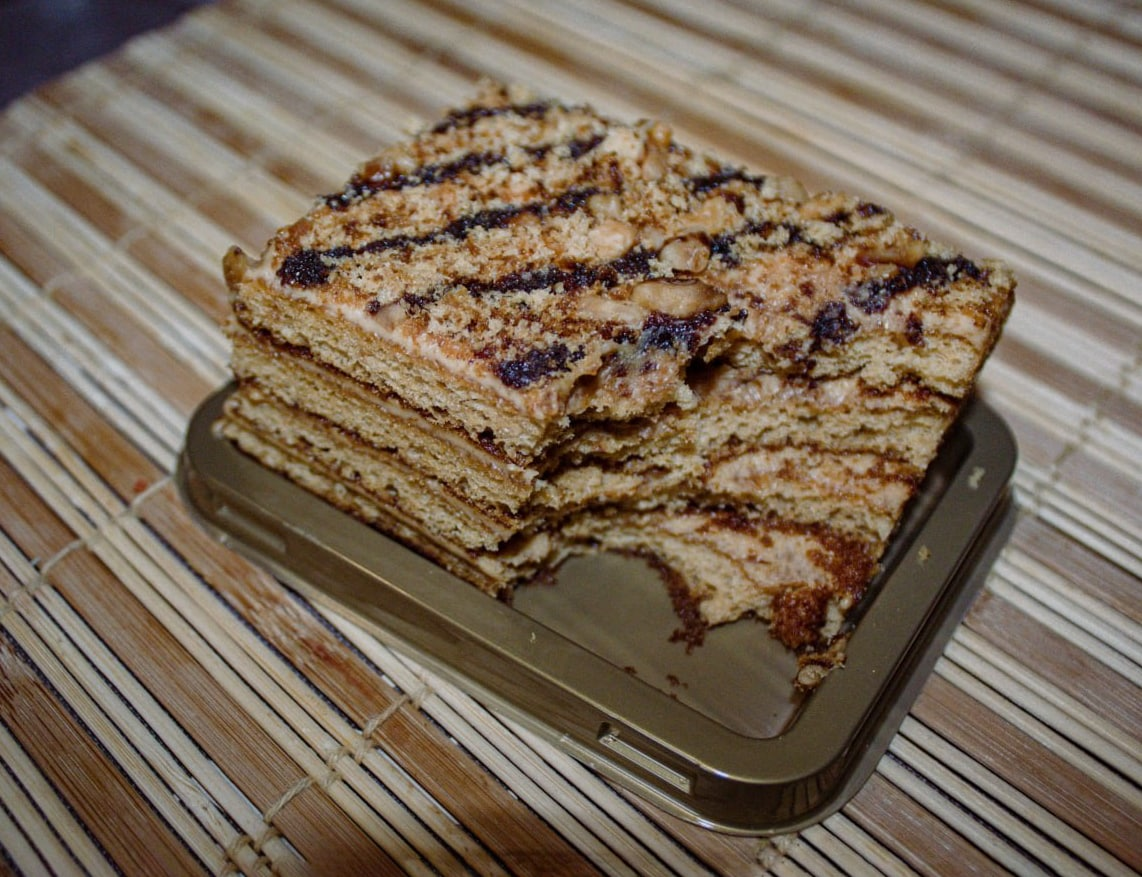
Торт «Марленка», приготований за старовинним вірменським сімейним рецептом

Десерти, подібні до медовика, також популярні в інших країнах Східної та Центральної Європи. Існує чеський медовик,  литовський медутіс,  польський медовик та чесько -вірменська марленка .  У Болгарії медовик здебільшого відомий під назвою «французький сільський пиріг».  Український медовик готується без вершків.